# Squad (mascotte)
Squad was een van de mascottes van de Walibiparken (Walibi Sud-Ouest, Walibi Belgium, Walibi Rhône-Alpes en Walibi Holland). Hij werd met de start van seizoen 2011 geïntroduceerd.

## Algemene informatie
Squad werd geïntroduceerd in 2011. In het verhaal van Walibi was Squad de kwaadaardige tweelingbroer van Walibi. Beiden hebben een eigen band: Walibi hoorde bij de Walibi Adventure Band terwijl Squad bij de SkunX-band hoorde. Squad was 15 jaar en had volgens Walibi geen kwaliteiten, alleen maar gebreken. Hij deed er alles aan om in de schijnwerpers te staan.
Afbeeldingen · Geschiedenis van Walibi Belgium
Afbeeldingen · Lijst van attracties